# Chaillé-sous-les-Ormeaux

Chaillé-sous-les-Ormeaux este o comună în departamentul Vendée, Franța. În 2009 avea o populație de 1,244 de locuitori.